# ۷۸ (میلادی)
۷۸ (میلادی) هفتاد و هشتمین سال تقویم میلادی است.

## مناسبت‌ها
هاری نایپی' سال جدید هندوها در بالی براساس تقویم ساکا است. مبداء تاریخ این تقویم از روی تقویم گریگوری مطابق با ۳ مارس ۷۸ میلادی است. 

## رویدادها
بر اساس مکان
امپراتوری روم
- رومی‌ها اردوویس‌ها، واقع در شمال ولز امروزی، و همچنین سیلورها را فتح می‌کنند.
- گنائوس جولیوس آگریکولا جایگزین سکستوس جولیوس فرونتینوس به عنوان فرماندار بریتانیای رومی شد که منجر به فتح بخش‌هایی از ولز و شمال انگلستان شد.[۱]

آسیا
- شاهزاده هندی، آجی چاکا، زبان سانسکریت و خط پالاوا را که برای نوشتن کلمات و عبارات جاوه‌ای استفاده می‌شد، به جزایر اندونزی معرفی کرد.
- کادفیسس، امپراتور کوشان، هیئتی را به روم فرستاد تا در برابر اشکانیان از آنها حمایت کند.
- این سال پایه (سال صفر) دوران سکا است که توسط برخی از تقویم‌های هندو، تقویم ملی هند و تقویم بودایی کامبوج استفاده می‌شود. این سال برای تقویم خورشیدی مدنی نزدیک به اعتدال بهاری آغاز می‌شود، اما برای تقویم خورشیدی سنتی در مقابل ستاره اسپیکا قرار دارد.
- پاکور دوم پادشاه امپراتوری اشکانی شد (حکومت: ۷۸–۱۱۵).

- مرگ بلاش یکم

بر اساس موضوع
فلسفه
- فیلسوف چینی وانگ چونگ (وانگ-چونگ) ادعا می‌کند که همه پدیده‌ها علل مادی دارند.

## زادگان
- لیو چینگ، شاهزاده چینی سلسله هان (متوفی ۱۰۶ میلادی)

- وانگ فو، مورخ، شاعر و فیلسوف چینی (تاریخ تقریبی)

- چانگ هنگ، ریاضیدان، ستاره‌شناس، مخترع و دولتمرد چینی (متوفی ۱۳۹ میلادی)

## درگذشتگان
- گایوس سالونیوس ماتییدیوس پاتروینوس، سیاستمدار رومی

- بلاش یکم، پادشاه امپراتوری اشکانی[۲]